# Hans-Werner Pia
Hans-Werner Pia (* 26. Januar 1921 in Bochum; † 9. Juli 1986 in Gießen) war ein deutscher Mediziner, Facharzt für Neurochirurgie und Universitätsprofessor.

## Leben
Pia studierte von 1939 an der Philipps-Universität Marburg Medizin. 1945 legte er sein Staatsexamen ab und begann seine Medizinalassistentenzeit in Marburg. 1946 wurde er Assistent bei dem Wilhelm Tönnis am Knappschaftskrankenhaus Bochum-Langendreer und begann seine neurochirurgische Weiterbildung. Nach einem Studienaufenthalt in Stockholm bei Herbert Olivecrona kehrte er zu seinem klinischen Lehrer zurück und begleitete Tönnis 1952 und an die Universität Köln. 1953 wechselte Pia an die Justus-Liebig-Universität Gießen und übernahm dort die Leitung und den Aufbau der neurochirurgischen Abteilung. 1956 habilitierte er zu Schädigungen des Hirnstammes bei raumfordernden Prozessen des Gehirns. 1961 wurde er zum außerordentlichen und 1962 zum ordentlichen Professor für Neurochirurgie ernannt. 1961 wurde er zum Direktor der neurochirurgischen Klinik der Universität Gießen ernannt. 1967 und 1968 war Pia Dekan der Medizinischen Fakultät in Gießen.
Ausgehend von den Untersuchungen an Hypophyse, Hypothalamus und Hirnstamm, beschäftigte sich Pia seit 1961 mit dem Problem der zentralen Dysregulation.
Pia hat in über 300 wissenschaftlichen Veröffentlichungen seine klinischen Erfahrungen festgehalten.

## Ehrenamt
- 1968 bis 1970 Präsident der Deutschen Gesellschaft für Neurochirurgie
- 1983 bis 1985 Gründungspräsident der Eurasischen Akademie für Neurochirurgie
- Seit 1985 Mitglied der Kommission für Todeszeitbestimmung der  Pontificia Academia Scientiarum, Vatikanstadt
- 1968 bis 1981 Mitglied des Wissenschaftlichen Beirats der Bundesärztekammer

## Ehrungen
- 1957 Von-Langenbeck-Preis der Deutschen Gesellschaft für Chirurgie
- 1975 Ehrendoktorwürde der Medizinischen Fakultät der Universität Malaga
- 1979 Ernst-von-Bergmann-Plakette[1]